# Prospect Heights, Illinois
Prospect Heights är en stad (city) i Cook County, i delstaten Illinois, USA. Enligt United States Census Bureau har staden en folkmängd på 16 327 invånare (2011) och en landarea på 11 km².